# وتر نيلسن-أولسن
في الفيزياء النظرية وتر نيلسن-أولسن (بالإنجليزية: Nielsen-Olsen string)‏ عبارة عن جسم أحادي-البعد أو مكافئ حل تقليدي لبعض معادلات الحركة. الحل لا يعتمد على طول اتجاه الوتر؛ إنما الاعتماد يكون على أثنتين أخرى تين، تكون الأبعاد العرضية متطابقة كما في حالة دوامة نيلسن-أولسن Nielsen-Olsen vortex.